# Grottes de Hato
Les grottes de Hato sont situées à Willemstad, à Curaçao, une île des Antilles néerlandaises.

## Historique
Les premiers habitants connus des grottes de Hato, il y a environ 1 500 ans, étaient les indiens Arawaks et les Caiquetio, qui ont également enterré leurs morts dans les cavernes. Les nombreux pétroglyphes et dessins rupestres sont attribués à ces premiers occupants.
Avant l'abolition de l'esclavage, les esclaves en fuite utilisaient les grottes comme cachettes.

## Description
Les grottes de Hato sont constituées de calcaire de corail marin, accumulées pendant des millions d'années et exposées à la corrosion atmosphérique et aux processus karstiques après la baisse du niveau de la mer. Elles mesurent environ 240 m de long et couvrent une superficie de 4 900 m2.
Les grottes abritent également une colonie de chauves-souris à long nez.

## Tourisme
Les grottes de Hato sont des grottes touristiques accessibles au public depuis 1991 et une attraction touristique populaire sur l'île de Curaçao.